# La donna è mobile
La donna è mobile [la ˈdɔnna ɛ ˈmɔːbile] (z wł. „Kobieta jest zmienna”) – tenorowa aria Księcia Mantui z III aktu opery Rigoletto Giuseppe Verdiego z librettem Francesca Marii Piavego. Rozpropagowana współcześnie szeroko głównie przez „trzech tenorów”, a wykonywana niezależnie od operowych przedstawień także wcześniej przez innych śpiewaków dysponujących tym typem głosu, jak chociażby przez Enrica Carusa. Pierwszym tenorem śpiewającym podczas światowej prapremiery (11 marca 1851) w Teatro La Fenice w Wenecji rolę Księcia Mantui, a zatem i samą arię, był Raffaelle Mirate.
Aria w zestawieniu ze stylem życia księcia ma wydźwięk libertyński. Książę Mantui wykonuje ją w gospodzie Sparafucila, zalecając się do jego siostry i wspólniczki w ciemnych interesach – Magdaleny. Rozwiązłość księcia obserwuje także Gilda, córka Rigoletta, której garbaty błazen chce pokazać prawdziwą naturę człowieka, w którym była zakochana.

## Tekst arii (w języku włoskim)
La donna è mobile,

Qual piuma al vento,

Muta d'accento  – e di pensiero.

Sempre un amabile,

Leggiadro viso,

In pianto o in riso – è menzognero.

 Refren

 La donna è mobile,

 Qual piuma al vento,

 Muta d'accento – e di pensiero.

 E di pensiero,

 E di pensiero.

È sempre misero,

Chi a lei s'affida,

Chi le confida mal – cauto il cuore!

Pur mai non sentesi,

Felice appieno,

Chi su quel seno – non liba amore!

 Refren

 La donna è mobile,

 Qual piuma al vento,

 Muta d'accento – e di pensiero.

 E di pensiero,

 E di pensiero.